# Eva Coo
Eva Curry coneguda com Eva Coo (17 de juny de 1889 – 27 de juny de 1935) fou una dona canadenca executada a la cadira elèctrica per assassinat a l'estat de Nova York, Estats Units, el 27 de juny de 1935.

## Biografia
Va néixer com Eva Curry el 17 de juny de 1889 a Haliburton County, Ontario (Canadà), i es va mudar a Toronto quan era adolescent. Allà va conèixer i es va casar amb William Coo, un empleat ferroviari. Es van mudar a l'estat de Nova York als Estats Units en 1921 i al cap de poc temps es van separar.

## Assassinat
En plena Llei Seca, Eva va obrir un bar speakeasy a Oneonta (estat de Nova York), que llavors una bulliciosa ciutat ferroviària entre Albany i Binghamton. El local, que s'anomenava Eva's Place per la seva propietària, es va fer popular entre treballadors ferroviaris, camioners, obrers de la construcció i universitaris.
Eva, una dona gran (1,70 m i 77 kg) i extravertida es va fer molt coneguda a la regió i el seu personal era local. Un dels seus empleats anomenat Harry Wright, era un conco que després de la mort de la seva mare l'any 1931, li va demanar d'anar a viure amb ella. Coo va malversar l'herència de Wright i va cremar casa seva per cobrar els diners de l'assegurança. Després de fer diverses pòlisses d'assegurança de vida de Wright, Coo va conspirar per a assassinar-lo amb una altra empleada anomenada Martha Clift, aprofitant que era un alcohòlic que solia caminar borratxo per la cuneta.
El 14 de juny de 1934, les dues dones van portar a Harry “Gimpy” Wright de 52 anys, a una granja aïllada als afores d'Oneonta, Nova York. Allà, Eva suposadament, el va colpejar amb un mall i Martha el va atropellar amb el cotxe, un Willys-Knight. Després van tirar el seu cos al costat de la carretera per a simular un atropellament i fugida. Encara que s'ha proporcionat poca evidència per a corroborar el cop amb el mall, continua sent el símbol de l'assassinat i del judici fins al dia d'avui.
La policia va sospitar un homicidi en ser informats per l'asseguradora i Clift va confessar després d'un interrogatori. El xèrif va ordenar l'exhumació del cos durant una grotesca reconstrucció dels fets l'agost de 1934, on va ser portat a la granja, tret del taüt i durant diverses hores portat pels ajudants del xèrif d'un costat a un altre mentre les dones s'inculpaven la una a l'altra.

## Condemna i execució
Martha Clift va ser condemnada per assassinat en segon grau i va romandre tretze anys a la presó, mentre que Coo va rebre una sentència de mort.
Eva Coo va ser executada a la cadira elèctrica a la ciutat d'Ossining, estat de Nova York el 27 de juny de 1935. L'escriptor i editor del Nova York Post, Joseph Cookman, va escriure un relat de l'execució de Coo.

## Representacions

### Televisió
- El cas és recreat en la sèrie de televisió Les veritables dones assassines (Deadly Women) de Investigation Discovery, en l'episodi 2 de la temporada 3 (2009).